# Jacques Herbrand
Jacques Herbrand (Parigi, 12 febbraio 1908 – La Bérarde, 27 luglio 1931) è stato un matematico francese.

## Biografia
Laureato a Parigi alla École normale supérieure nel 1929 sotto la guida di Ernest Vessiot, dopo un periodo nell'esercito lavorò nel 1931 come ricercatore presso l'Università di Gottinga. Ha introdotto il concetto di funzione ricorsiva.
Il teorema di Herbrand è uno dei primi risultati della teoria della dimostrazione e fornisce un metodo per verificare la validità di una formula con quantificatori in base alla soddisfacibilità proposizionale. Dal momento che il controllo di soddisfacibilità può essere eseguito meccanicamente, il teorema di Herbrand giustifica l'uso di strumenti software. Il quoziente di Herbrand è un tipo di caratteristica di Eulero usato in algebra omologica.
Sebbene morto a soli 23 anni, a causa di un incidente d'alpinismo nelle Alpi, è considerato uno dei più importanti matematici del ventesimo secolo. In suo onore sono stati intitolati molti concetti della cosiddetta (postuma) algebra dei termini, quali la struttura di Herbrand, l'interpretazione di Herbrand, la base di Herbrand o l'universo di Herbrand.

## Opere
- 1930 - Investigations in proof theory
- 1931 - On the consistency of arithmetic
- 1967 - Jean van Heijenoort (prima edizione)
- 1968 - Jean van Heijenoort (seconda edizione)
- 1971 -  Warren David Goldfarb